# Simulium thyolense
Simulium thyolense es una especie de insecto del género Simulium, familia Simuliidae, orden Diptera.
Fue descrita científicamente por Vajime, Tambala, Kruger & Post, 2000.